# Centro Stile Alfa Romeo
Le Centro Stile Alfa Romeo est le bureau d'études du constructeur italien Alfa Romeo spécialisé dans la recherche et développement du style des voitures futures. groupe Fiat
Le 11 avril 2011, le Centro Stile Alfa Romeo a été transféré au sein de l'usine géante Fiat Mirafiori à Turin. Il a été intégré dans le Centro Stile Fiat.

## Histoire
C'est en 1933 qu'une division spécifique a été créée au sein du constructeur milanais pour traiter la conception des nouveaux modèles, elle était appelée Ufficio Progettazione Carrozzeria et était dirigée par l'ingénieur Ruggero Finotti. Cette division a conservé cette appellation jusqu'en 1957 où elle a été nommée Centro Stile. Ce n'est qu'en 1987, alors que la marque faisait partie du groupe Fiat que le Centro Stile Alfa Romeo a été renommé afin de le distinguer des autres Centro Stile du groupe. Walter de Silva en était le responsable.
Le Centro Stile Alfa Romeo était installé au sein de l'usine Alfa Romeo d'Arese, au nord de Milan.
Dans les années 1990, la direction du groupe Fiat décide de fusionner tous les Centro Stile de chacune des marques du groupe dans une seule et unique entité baptisée Innovation & Développement Design.
À partir de 1990, de très nombreux modèles automobiles ont été développés en interne; Outre la liste impressionnante de modèles Fiat, on distingue : Alfa Romeo 145, Alfa Romeo 146, Alfa Romeo 156, Alfa Romeo 166 et Alfa Romeo 147.

Au début des années 2000, la coordination des différentes unités de style est assurée par l'ingénieur Humberto Rodriguez qui recrute pour la division Fiat le designer américain Mike Robinson et l'architecte Flavio Manzoni, pour la division Lancia, Marco Tencone et pour la division Alfa Romeo le designer grec Andreas Zapatinas et l'allemand  Wolfgang Egger. En 2000, Fiat crée une nouvelle entité Advanced Design qui sera dirigée par le chef designer Roberto Giolito.
Durant ces années, les nouveaux modèles développés en interne sont : Fiat Panda II avec la participation de Bertone et I.De.A Institute, la Fiat Idea avec l'appui de Italdesign pour la design extérieur, la Lancia Ypsilon, l'Alfa Romeo GT en collaboration avec Bertone et l'Alfa Romeo 8C Competizione.
En 2005, la coordination des unités de style est assurée par le designer américain Frank Stephenson. L'Alfa Romeo MiTo verra le jour.
Le 2 juillet 2007, le jour de la présentation au grand public de la toute nouvelle Fiat 500 et des 50 ans de la première Fiat 500, la direction du groupe Fiat Automobiles inaugure les locaux du nouveau Centro Stile Fiat dans le bâtiment 83 de l'Usine Fiat-Mirafiori, via Plava 80 à Turin. La nouvelle unité est renommée Officina 83, c'est le siège du nouveau Centro Stile de Fiat Group Automobiles.
C'est désormais le pôle de référence pour toutes les activités liées au style des marques du Groupe Fiat,.
C'est désormais dans cet unique centre général que sont conçus les nouveaux modèles des marques FIAT, Alfa Romeo, Lancia, Abarth, Maserati, Fiat Professional, Iveco et CNH. La conception générale est turinoise, l'adaptation aux caractéristiques des marchés spécifiques est assurée par les centres locaux. Le responsable général et coordonnateur de toutes les activités est l'ingénieur Lorenzo Ramaciotti,.
Le Centro Stile FGA, jusqu'en 2015, occupait 200 salariés à Turin. Il était organisé en 9 départements : 
- FIAT & Abarth Style sous la direction de Roberto Giolito,
- Lancia, Alfa Romeo & Maserati Style sous la direction de Marco Tencone,
- Fiat Professional, Iveco & CNH Style sous la direction de Peter Jansen,
- Cross Style sous la direction de Alberto Dilillo,
- Color & Material sous la direction de Rossella Guasco,
- CAS & Pre-Engineering sous la direction de Andrea Mainini,
- Surfacelab sous la direction de Marco Bertolazzi,
- Workshop sous la direction de Valerio Gullino,
- Style Planning sous la direction de Dario Rebola.

En 2015, à la suite de l'intégration dans le groupe Fiat du groupe américain Chrysler Automobiles avec la création de Fiat Chrysler Automobiles et le départ à la retraite de Lorenzo Ramaciotti, le Centro Stile FIAT a été placé sous la direction de l'américano-haïtien Ralph Gilles. En octobre 2015, le département style de la zone EMEA, a été complètement réorganisé pour ne laisser qu'un responsable unique du style, l'allemand Klauss Busse (ex-Daimler, resté chez Chrysler), qui chapeaute les responsables des départements carrosserie et le responsable des aménagements intérieurs, son compatriote Andreas Wuppinger.

### Principaux concept car réalisés par le Centro Stile Alfa Romeo
- Alfa Romeo Proteo, Genève 1991
- Alfa Romeo Nuvola, Paris 1996
- Alfa Romeo Monoposto
- Alfa Romeo Centauri
- Alfa Romeo Kamal, Genève 2003[6]
- Alfa Romeo 8C Competizione, Francfort 2003[7]
- Alfa Romeo 4C Concept, Genève 2011[8]

### Voitures de série
- Alfa Romeo 145
- Alfa Romeo 146
- Alfa Romeo 156
- Alfa Romeo 166
- Alfa Romeo 147
- Alfa Romeo GT (avec la collaboration de Bertone)
- Alfa Romeo Brera
- Alfa Romeo 8C Competizione
- Alfa Romeo MiTo
- Alfa Romeo Giulietta
- Alfa Romeo 4C
- Alfa Romeo Giulia (2015)
- Alfa Romeo Stelvio

### Prix et Reconnaissances
Alfa Romeo 156
- Auto più Bella del Mondo, Automobilia, Italie, 1998
- Trophee du Design, Automobile Magazine, France, 1998
- European Award of Automotive Design, Belgique, 1998
- The Best Performance in Styling, Autovisie, Pays-Bas, 1998
- Dream Car of the Year, Auto Moto, Pologne, 1998

Alfa Romeo 147
- Trophées du Design 2000, Automobile Magazine, France, 2000
- Prix européen du Design Automobile 2001, Belgique, 2001

Alfa Romeo 166 FL
- L'Automobile più Bella del Mondo (cat. grandes berlines), Automobilia, 2003

Alfa Romeo GT
- Trophée du Design, L'Automobile Magazine, France, 2004
- L'Automobile più Bella del Mondo (cat. Coupé & cabriolet), Automobilia, 2004
- The Most Beautiful Car in the Czech Republic, Designers Committee, 2005

Alfa Romeo 8C Competizione
- Premio Internazionale Villa d'Este, 2004
- Premio Supercar Festival Automobile International, 2006

Alfa Romeo 8C Spider
- Premio Internazionale Villa d'Este, 2006

Alfa Romeo MiTo
- Plus Belle Voiture de l'Année, Festival Automobile International, 2008
- Die Besten Autos 2009, Stuttgart, 2009